# Ola Financiera
Ola Financiera es una revista arbitrada de formato electrónico que difunde entre la comunidad científica y universitaria de México y del extranjero, los resultados de la reflexión y análisis rigurosos en torno a la economía financiera y economía internacional. La misión de la revista es ampliar la investigación científicay su difusión en los temas de la economía financiera contemporánea. 
Fue iniciada por el grupo de investigación en economía financiera, formado por académicos del Instituto de Investigaciones Económicas, de la Facultad de Economía de la Universidad Nacional Autónoma de México (UNAM), además de académicos de la Universidad Autónoma Metropolitana y de la Universidad Autónoma de Zacatecas en México. 
Cuenta con la contribución de académicos de universidades de Estados Unidos, Canadá, Argentina, España y Francia.

## Historia
Ola Financiera publica su primer número de manera electrónica en septiembre del año 2008, cuando el dinámico y cambiante mundo de la economía financiera mostraba su preeminencia en el devenir económico y político mundial. En un entorno en el que el poder y el dinero son redistribuidos y las ciencias sociales y los ciudadanos requerían mayor información y análisis penetrantes y certeros en estos temas. 
Fue concebida como una revista científica electrónica cuatrimestral del Campo del Conocimiento de Economía Financiera del Posgrado de la Facultad Economía y de la Unidad de Economía Fiscal y Financiera del Instituto de Investigaciones Económicas de la Universidad Nacional Autónoma de México (UNAM).
A la fecha la revista ha publicado sin interrupción 273 artículos de investigación sobre temas de economía financiera. Destacan el segundo número que contiene un Reporte Especial como Homenaje a John Kenneth Galbraith (en el centenario de su natalicio); el número 16 realiza otro reporte especial titulado: Reporte Especial A 100 años de la Reserva Federal de Estados Unidos, con la participación como editor invitado de Mario Seccareccia de la Universidad de Ottawa, Canadá. El número 22 titulado Crisis Europea: una visión desde España con José Déniz, profesor de la Universidad Autónoma de Zacatecas, como editor invitado, quien propone varias dimensiones y temas para abordar la crisis financiera y económica vivida en España en los últimos años, desde la perspectiva de una de las fuerzas políticas emergentes de ese país. Los números 24, 25 , 26 y 27 incluyen el texto "De la gran transformación a la gran financiarización" de Kari Polanyi Levitt.

## Índice del primer número

### Artículos
- Colapso del monetarismo e irrelevancia del nuevo consenso monetario, James K. Galbraith, Ola Financiera No.1, septiembre-diciembre de 2008
- Innovación financiera y fracaso de la titulización, Alma Chapoy y Alicia Girón, Ola Financiera No.1, septiembre-diciembre de 2008
- Quiebra de Fannie Mae y Freddie Mac desde la experiencia latinoamericana, Wesley Marshall, Ola Financiera No.1, septiembre-diciembre de 2008
- "Minsky’s Cushions of Safety”: Análisis de la Crisis del Mercado Hipotecario en los Estados Unidos, Jan Kregel, Ola Financiera No.1, septiembre-diciembre de 2008
- Gasto y servicios públicos: Efectos del ajuste presupuestal, Eugenia Correa, Ola Financiera No.1, septiembre-diciembre de 2008
- Capitalismo financiero y Democracia. Modelos de distribución., José María Calderón, Ola Financiera No.1, septiembre-diciembre de 2008

### Reseña
- Del sur al norte , Cristina Rosas, Ola Financiera No.1, septiembre-diciembre de 2008
- Repensar la teoría del desarrollo, Arturo Guillén R, Ola Financiera No.1, septiembre-diciembre de 2008

## Todos los artículos
- Números anteriores